# Klasztor Zakonu Chrystusa w Tomarze
Klasztor Zakonu Chrystusa (port. Convento de Cristo) – kompleks klasztorny na obrzeżach miasta Tomar w Portugalii, w 1983 roku wpisany na listę światowego dziedzictwa UNESCO. 

## Historia
Klasztor i miejscowość zostały założone w 1162 roku przez brata zakonnego Gualdima Paisa z nadania w 1159 przez króla Alfonsa I Zdobywcy za zasługi zakonu podczas rekonkwisty. Przez wiele lat była to siedziba zakonu (dotychczas mieściła się ona w Bradze) i ośrodek władzy religijnej i wojskowej. Templariusze wyruszali stąd na krucjaty, których celem było wypędzenie niewiernych Maurów z Portugalii i Hiszpanii. Z tamtego okresu pochodzi zachowana do dziś Charola, zwana też rotundą lub apsydą templariuszy – kościół romański o nietypowym układzie – ośmiokątny główny ołtarz znajduje się pośrodku szesnastokątnej budowli. 
Kiedy w 1249 roku misja zakonu zakończyła się sukcesem, templariusze otrzymali w nagrodę olbrzymie majątki ziemskie oraz zamki rozsiane po całym Półwyspie Iberyjskim. Potęga zakonu stała się wówczas zagrożeniem dla europejskich królów i w 1314 roku papież Klemens V za namową francuskiego króla Filipa IV Pięknego rozwiązał zakon. Jednak już w 1318 roku portugalski król Dionizy I odtworzył zakon pod nową nazwą – Zakon Rycerzy Chrystusa. Klasztor w Tomarze – tak jak i inne majątki templariuszy – przeszedł na własność nowego zakonu, podległego jednak od tej pory bezpośredniej władzy królewskiej. 
Złoty wiek dla klasztoru w Tomarze przypadł na okres portugalskich wypraw kolonialnych w XV i XVI wieku. Wyprawy te odbywały się wówczas pod patronatem zakonu, a sam książę Henryk Żeglarz był jego wielkim mistrzem. Za jego czasów klasztor znacznie rozbudowano – powstały wówczas krużganki cmentarne (Claustro do Cemitério) i krużganki „pralnicze»” (Claustro da Lavagem). 
Dalsza rozbudowa miała miejsce, kiedy godność wielkiego mistrza, w 1492 roku, otrzymał późniejszy król Manuel I. Dzięki bogactwom zdobytym w zamorskich koloniach dobudował on nową nawę. Wówczas też powstały bogato zdobione, typowo manuelińskie okna na głównej fasadzie sali kapituły. W pełnych przepychu zdobieniach widoczna jest tematyka nawiązująca do portugalskich wypraw kolonialnych – przeważają tu motywy o tematyce morskiej, takie jak splecione liny, kotwice, boje, korale, wodorosty i karawele.
Za panowania Jana III Pobożnego, syna Manuela, nastąpił w Portugalii rozkwit stylu renesansowego. Klasztor w Tomarze zyskał wówczas cztery nowe krużganki. Ich greckie kolumny, łagodne łuki i proste wnęki są typowym przykładem portugalskiej architektury tego okresu. W tym czasie zakon został zdemilitaryzowany, a klasztor przekształcono w prawdziwy ośrodek religijny. 
W 1581 roku na zgromadzeniu w klasztorze w Tomarze portugalska szlachta uznała władzę hiszpańskiego króla Filipa II.

Klasztor Zakonu Chrystusa w Tomarze – Convento de Cristo
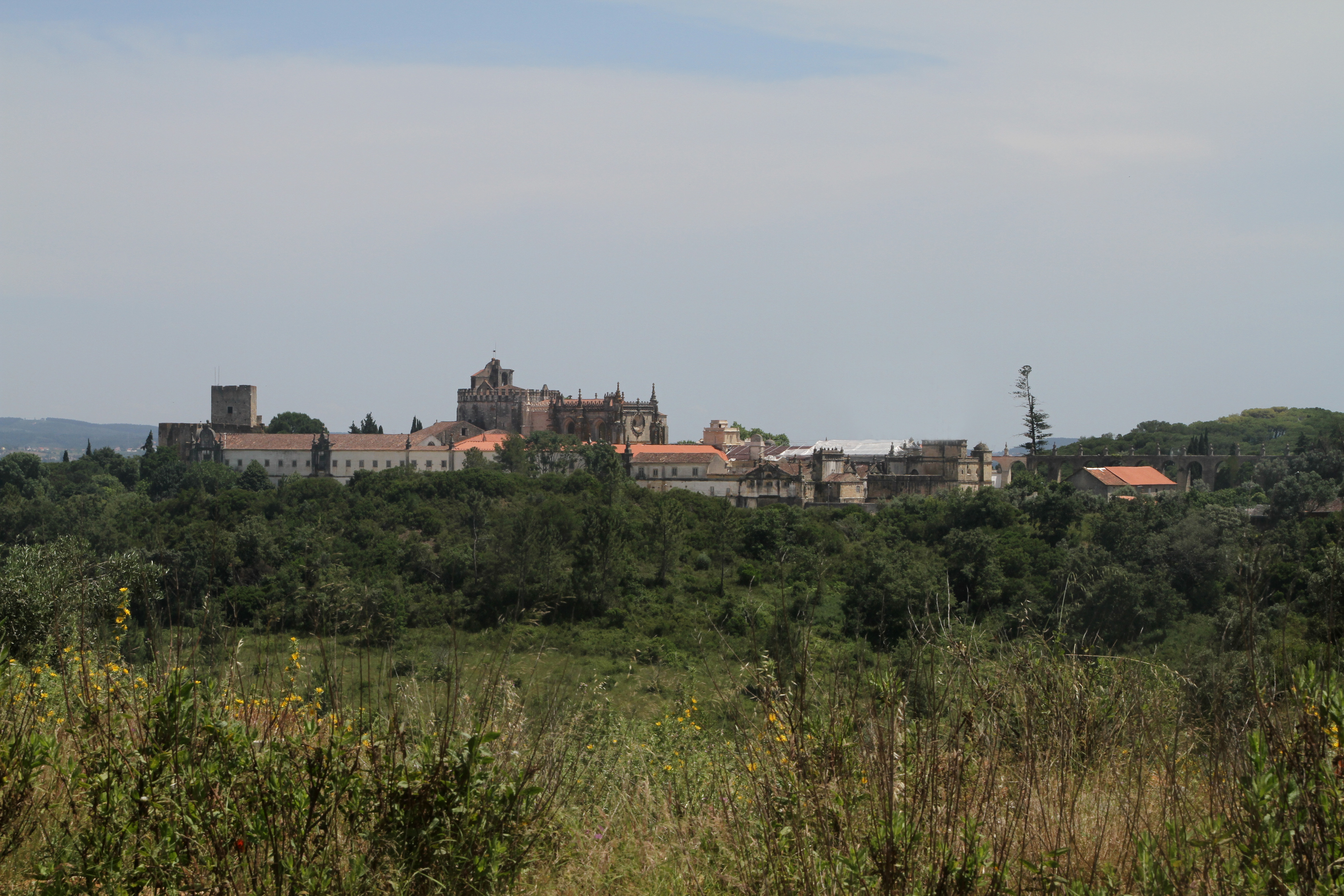
Widok ogólny
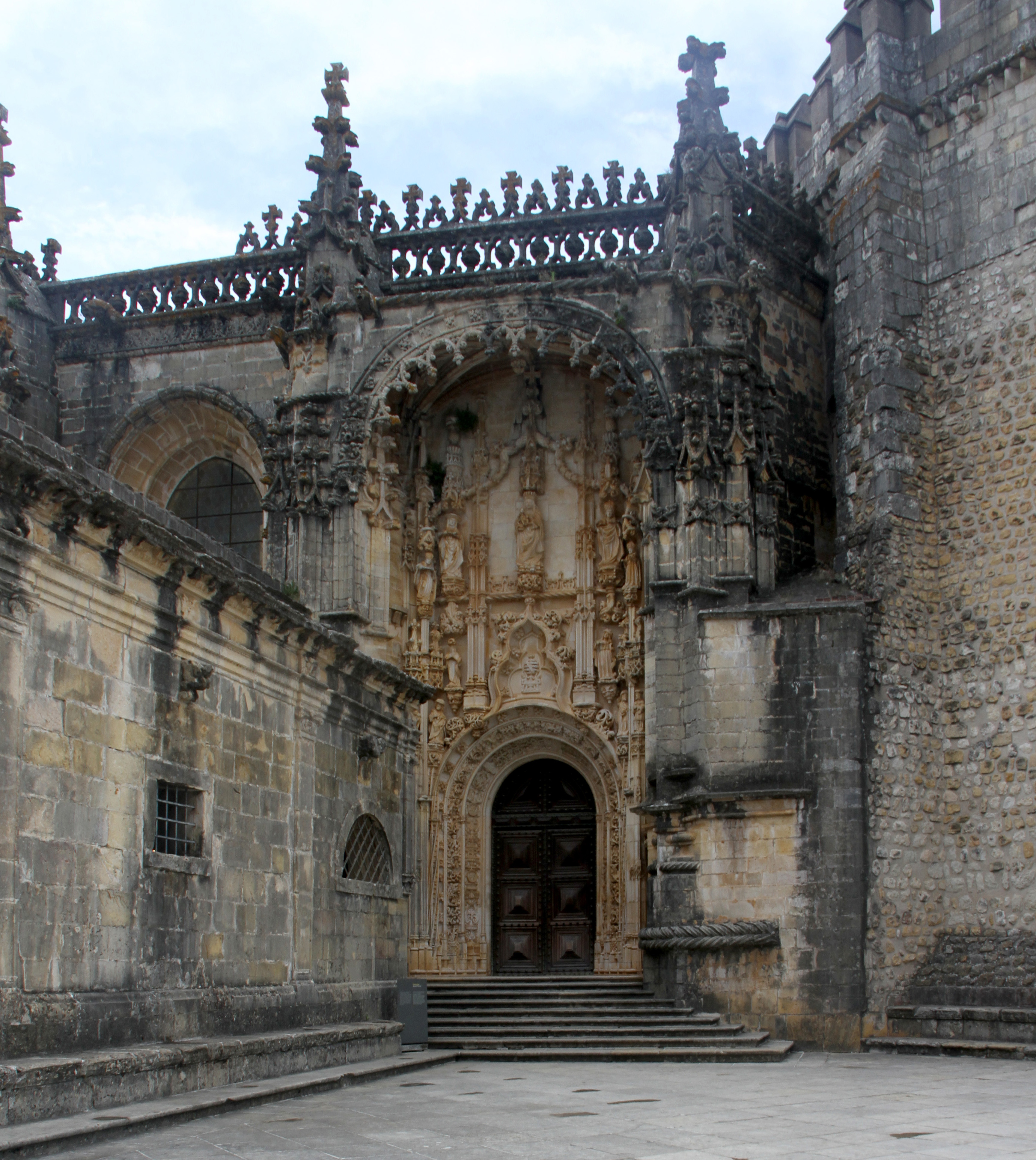
Zdobione wejście do kościoła
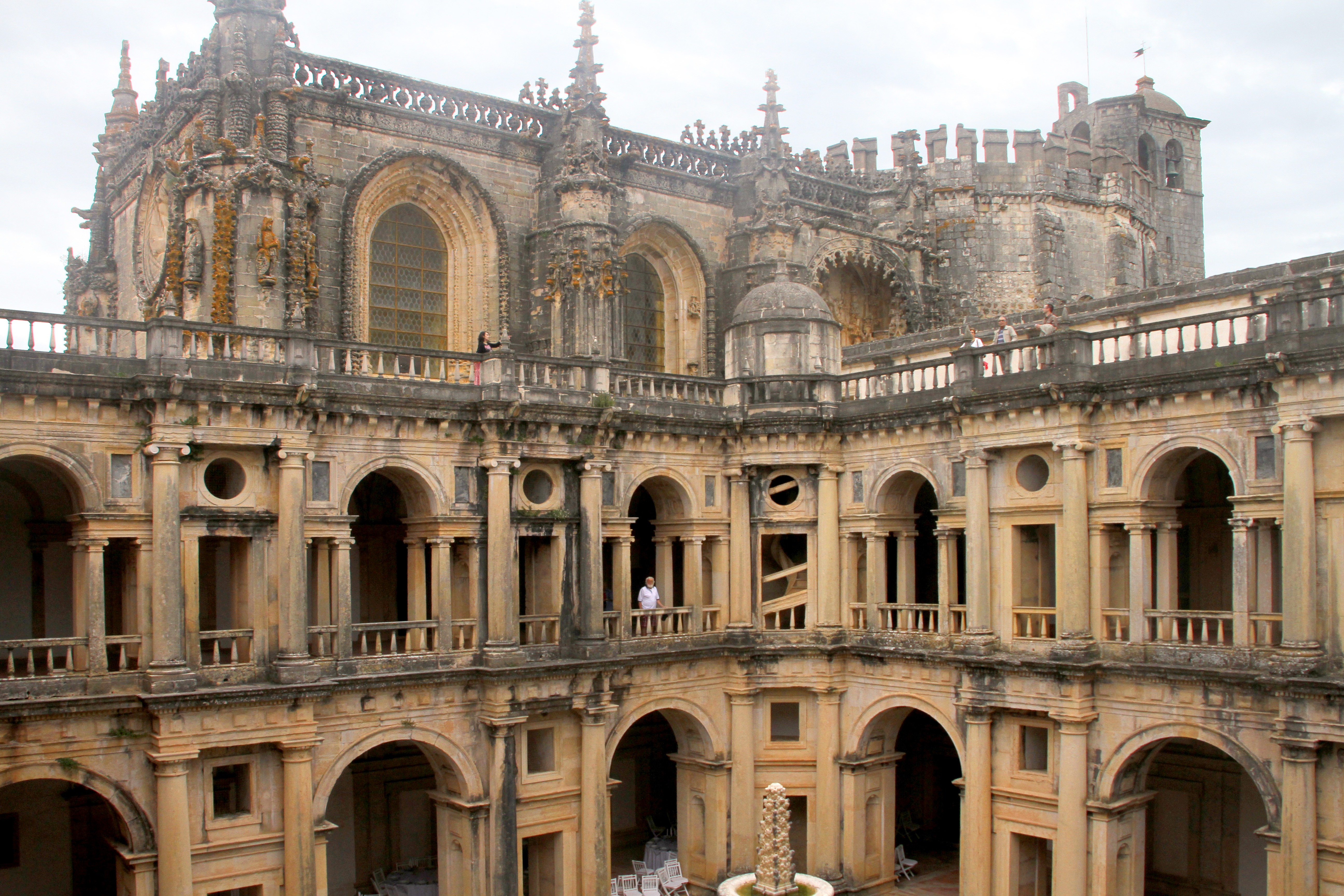
Wewnętrzny dziedziniec
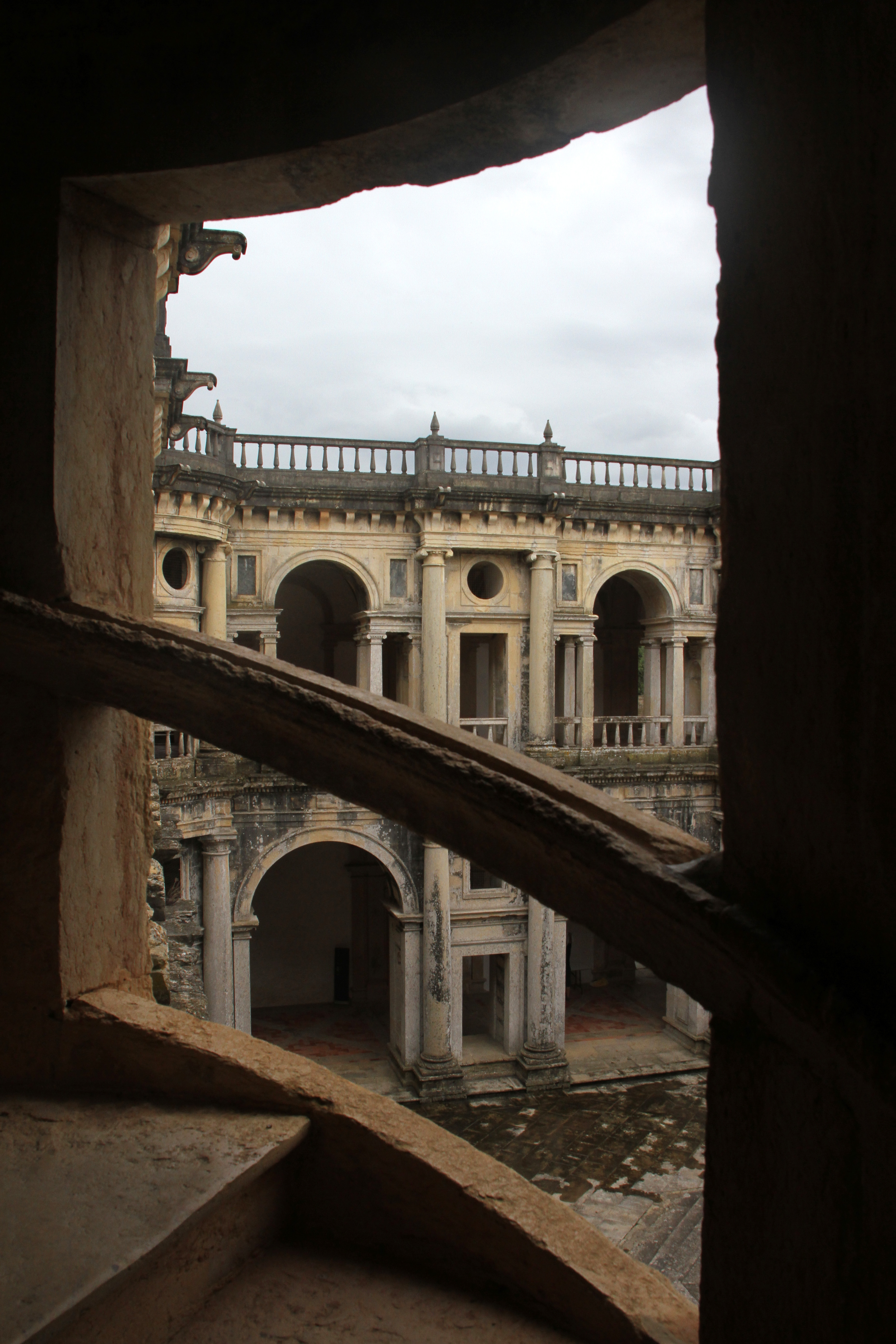
Inny widok na wewnętrzny dziedziniec
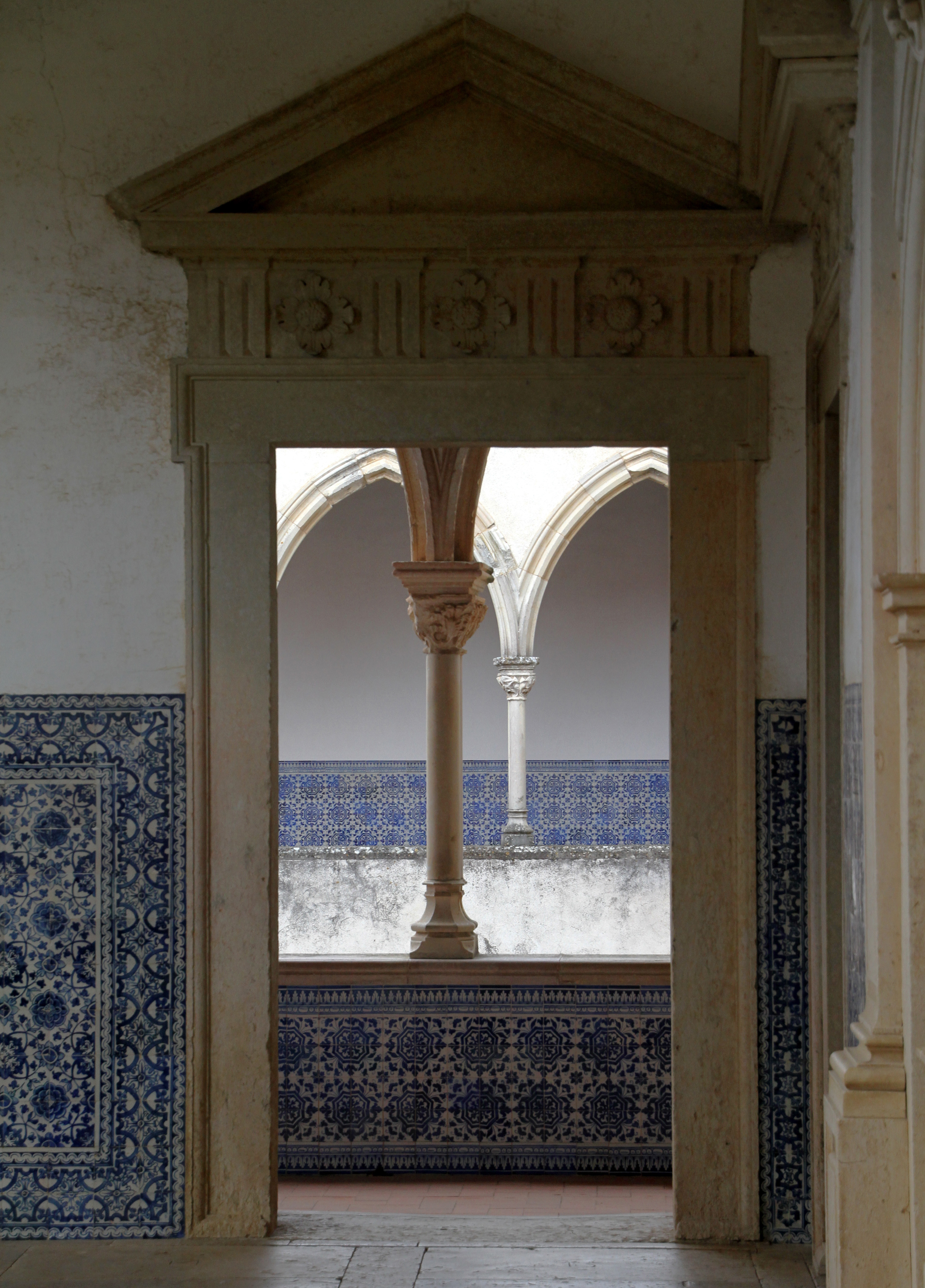
Portyk i porcelanowe zdobienia
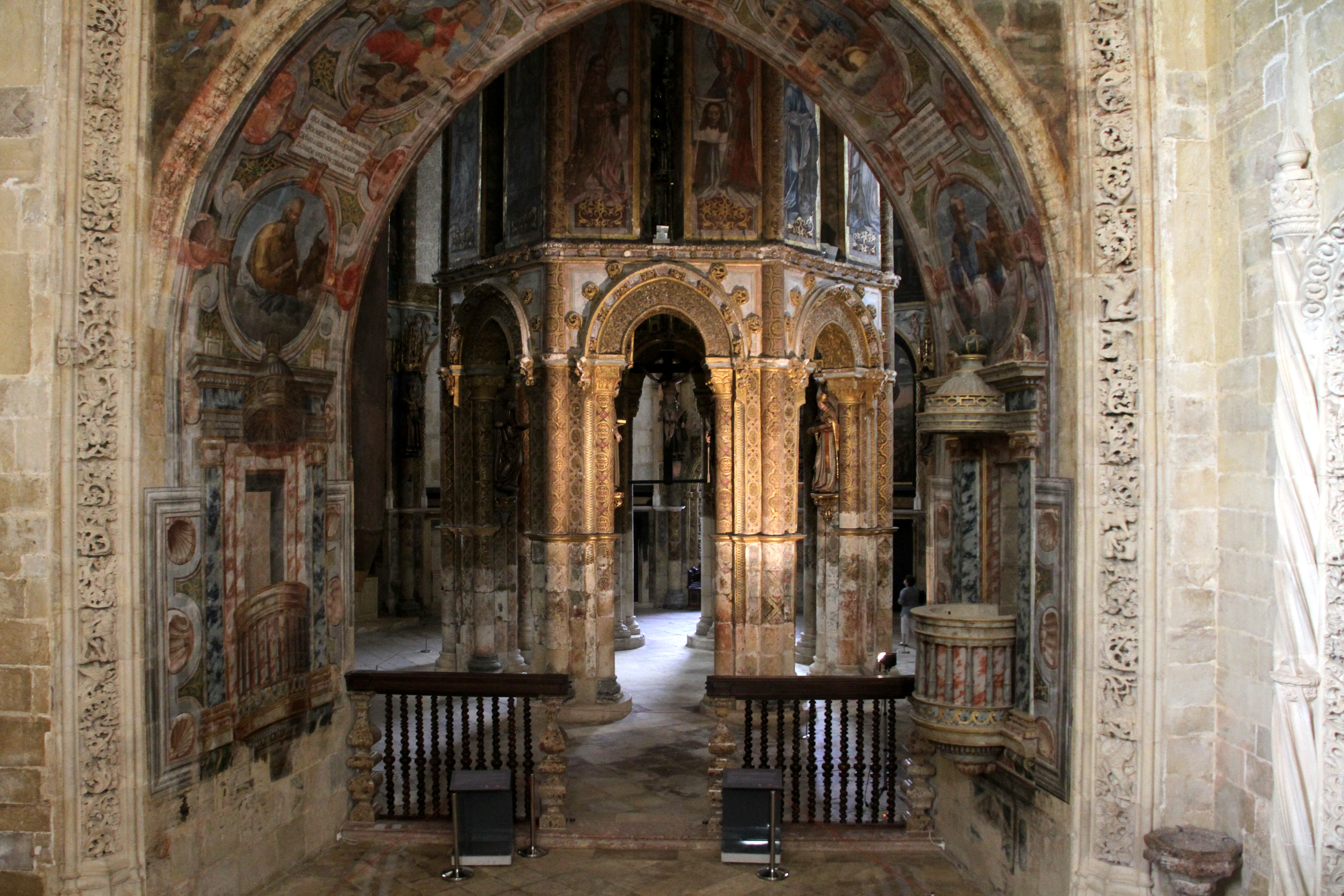
Kaplica klasztorna
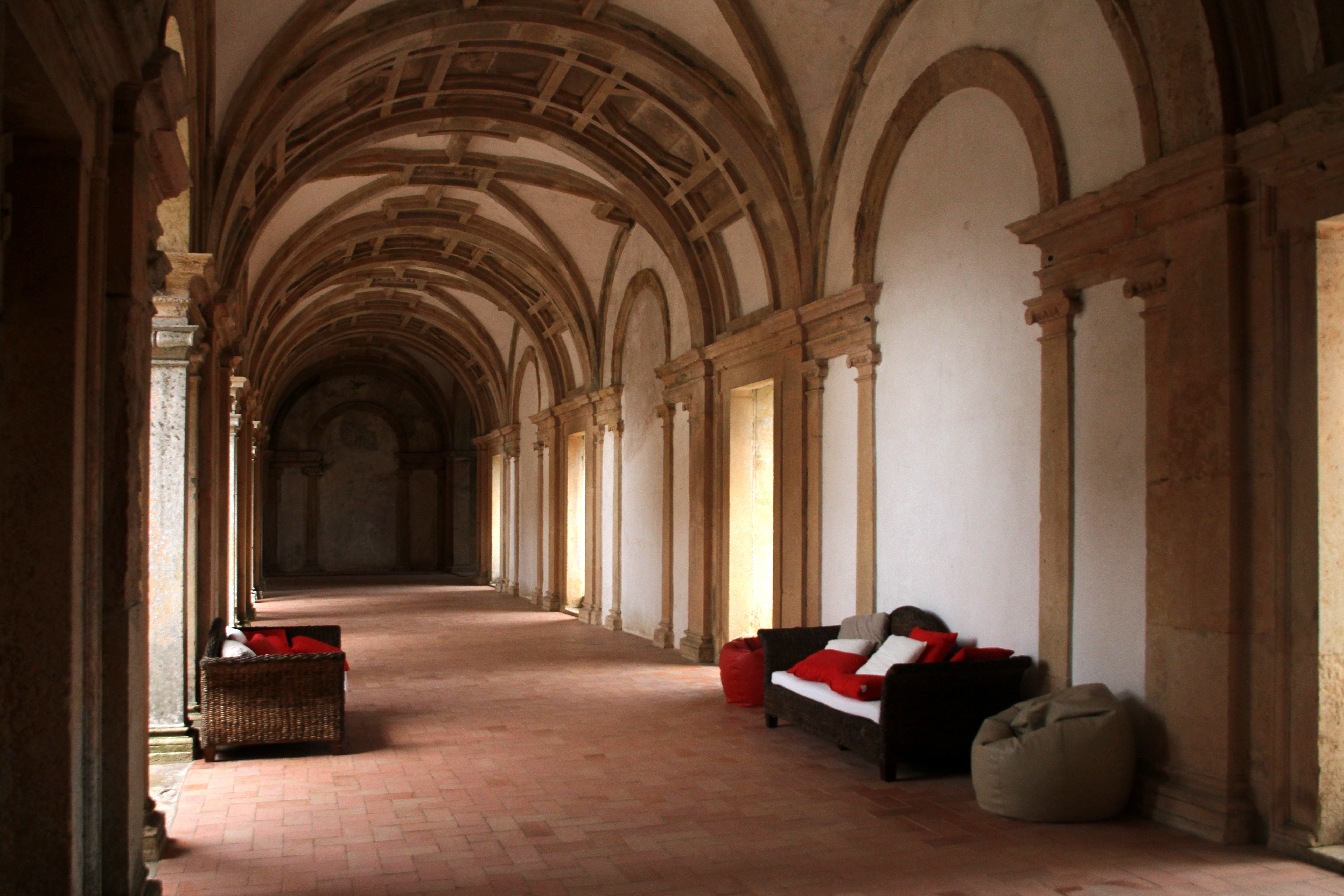
Krużganki
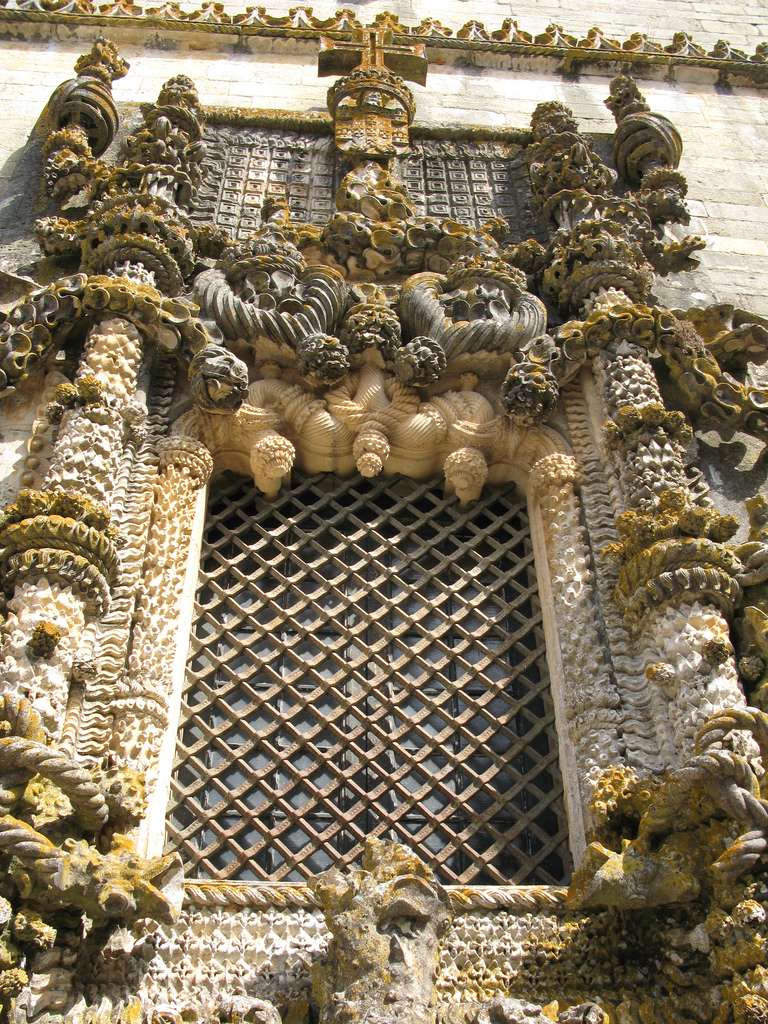
Okno w stylu manuelińskim